# Rennes-le-Château
Rennes-le-Château là một xã trong vùng Occitanie, thuộc tỉnh Aude, quận Limoux, tổng Couiza. Tọa độ địa lý của xã là 42° 55' vĩ độ bắc, 02° 15' kinh độ đông. Rennes-le-Château nằm trên độ cao trung bình là 435 mét trên mực nước biển, có điểm thấp nhất là 272 mét và điểm cao nhất là 568 mét. Xã có diện tích 14,68 km², dân số vào thời điểm 1999 là 111 người; mật độ dân số là 8 người/km².

## Thông tin nhân khẩu
| 1962 | 1968 | 1975 | 1982 | 1990 | 1999 |
| ---- | ---- | ---- | ---- | ---- | ---- |
| 104  | 90   | 80   | 63   | 88   | 111  |